# Doodle Jump
Doodle Jump — серия видеоигр, комиксов и игрушек от Lima Sky. Для платформы iOS игра вышла 6 апреля 2009 года, а для платформ Android и BlackBerry — 2 марта 2010 года.
Создателями Doodle Jump являются хорваты Игорь и Марко Пусеняки.

## Игровой процесс
В Doodle Jump необходимо подняться как можно выше по области, похожей на лист тетради в клетку, постоянно перепрыгивая с одной платформы на другую, по пути подбирая реактивные ранцы, избегая чёрных дыр и стреляя в монстров снарядами из носа.

## Игры серии

### Doodle Jump
Оригинальная версия игры, включающая в себя 13 различных миров, в которых меняется фон, облик монстров и костюм игрового персонажа. В некоторых из миров можно покупать дополнительные костюмы за внутриигровую валюту или реальные деньги.

### Doodle Jump 2
Продолжение оригинальной игры, в которой были добавлены новые механики. Вышла в 2021 году.

### Doodle Jump Christmas Special
Специальная рождественская версия игры, в которой появляются новые механики, монстры и костюмы. Особое внимание было уделено оформлению: новая графика, динамичный фон и так далее.

### Doodle Jump Easter Special
Специальная пасхальная версия игры, в которой надо пройти 25 уровней, собирая пасхальные яйца в конце каждого из них. Впервые нет бесконечного режима, где необходимо набрать наибольший счёт.

### Doodle Jump Race
Игра, которая была создана в рамках празднования пятилетней годовщины Doodle Jump.
Представлен геймплей, отличный от других игр серии: теперь, облетая различные препятствия, необходимо обогнать трёх других игроков и первым прийти к финишу.

### Doodle Jump SpongeBob SquarePants
Игра серии, созданная в сотрудничестве со студией Nickelodeon. В этой версии в роли дудлера выступает Губка Боб.

### Doodle Jump DC Super Heroes
Часть серии игр Doodle jump в которой вы играете за Batmanа — популярного персонажа студии комиксов DC. Геймплей остался прежним — управление дудлером производится путем наклона устройства.